# Нью-Техрі
Нью-Техрі або Техрі (англ. Tehri, гінді टिहरी) — місто, розташоване в передгір'ях Гімалаїв у індійському штаті Уттаракханд, адміністративний центр округу Техрі-Ґархвал.
Старе місто Техрі знаходилася у місці злиття річок Бхаґіратхі і Бхіланґна, зараз затопленому через будівництво греблі Техрі. Під час будівництва греблі місто було перенесено на нову ділянку, що отримала назву Нью-Техрі (тобто «новий Техрі»). Місто відоме великою активністю протестів проти будівництва греблі з боку його мешканців та активістів руху Чіпко. Раніше місто Техрі було столицею князівства Техрі, залежного від Ост-Індської компанії, а потім Британської Індії.
| Індія | Це незавершена стаття з географії Індії. Ви можете допомогти проєкту, виправивши або дописавши її. |